# Pons de Capduelh

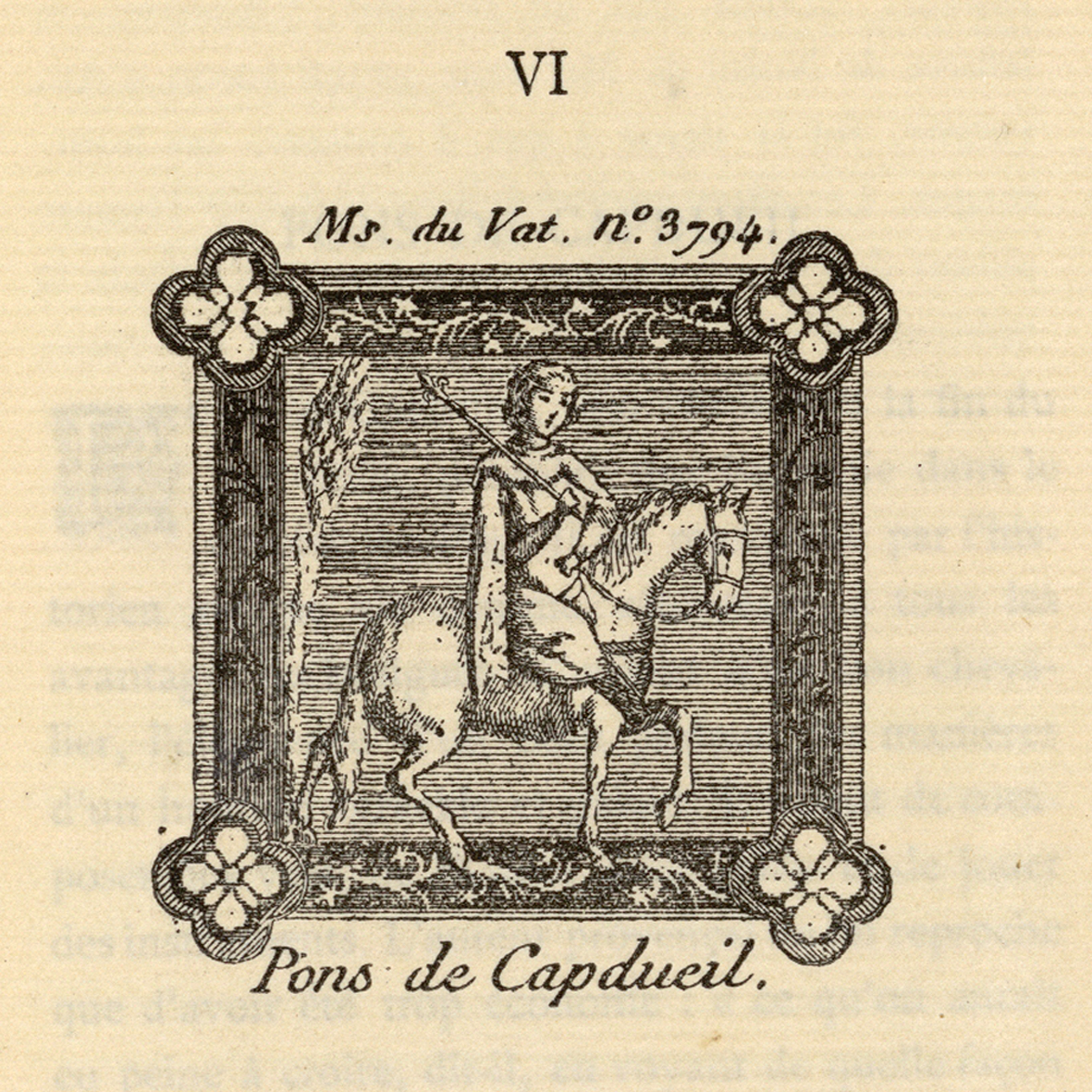
Ilustração de Pons no manuscrito 3794 do Vaticano (Cancioneiro Provençal).

Pons de Capduelh foi um prestigioso trovador occitânico-auvernês de Capduelh (hoje, em francês, Saint-Julien-Chapteuil), da diocese de Pouy, que floresceu entre 1190 e 1237. Foi senhor do castelo Vertaizon por mérito de sua esposa Jarentone.
Poeta de prestígio, Pons era já famoso em 1190, e era um associado de vários poetas conterrâneos. Tinha grande amizade com o trovador, e depois bispo, Folquet de Marselha, e ambos se chamavam de Mon Plus Leial. Sua fama à época se confirma pela preservação de 26 canções, das quais 4 possuem melodia sobrevivente.

## Vida
Acredita-se que o poeta seja o nobre chamado Pontius de Capitolio, documentado entre 1189 a 1220. Teria se casado, por volta de 1195, com uma nobre local chamada Jarentone, que o trouxera, como dote, o castelo de Vertaizon, um feudo do bispo de Clermont, Roberto da Auvérnia. Com Jarentone, teve três filhos e três filhas.
Por volta de 1196, entrou em disputa com o bispo Roberto pelo controle do castelo. Pons saiu derrotado e teve que partir ao exílio. Em 1199, porém, teve o castelo devolvido ao fazer as pazes com Roberto e com seu irmão, o conde Guy II da Auvérnia.
Poeticamente, sua vida, por Uc de Saint-Cirq, descreve-o como um gentil cavaleiro, belo, ornado de virtudes, mas avarento; que amava e escrevia à dama Azalais, esposa de Odilon de Mercuor e filha de Bernart d'Andusa, seu patrono. Foi citado no poema cavalher soisseubut, de Elias de Barjos, como modelo na preservação do gáudio poético.
É dito que amou a dama Azalais até o fim. E, após a morte dela, partiu à Terra Santa (provavelmente à Terceira Cruzada) e morreu lá. Mas este ocorrido é tido como folclórico, pois alguns documentos de Pontius são datados depois de 1200.

"Ponz de Capduoill si fo d'aquel evesquat don fo Guillems de Saint Leidier. Rics hom fo e molt gentils bars; e sabia ben trobar e violar e cantar. Bons cavalliers fo d'armas e gen parlanz e gen domnejanz e granz e beis e ben enseingnatz, e fort escars d'aver; mas si s'en cobria ab gen acuillir et ab far honor de sa persona. Et amet per amor ma domna N'Azalais de Mercuor, moiller de N'Oisil de Mercuor, que fo filia d'En Bernart d'Andusa, d'un onrat baron qu'era de la marqua de Proensa. Molt l'amava e la lausava e fetz maintas bonas cansos d'ella. E tant quant ella visquet non amet autra; e quant ella fo morta, el se croset et ana outra mar, e ai mori. Et aqui son escriptas de las soas cansos gran re."— Uc de Saint-Cirq Les biographies des troubadours en langue provençale (Via Manuscrito A)

## Composições:
De Pons de Capduelh sobreviveram 26 canções, 4 com melodia, e mais 1 poema de atribuição duvidosa. São eles:
Cansos (canções):
- Aissi m'es pres cum celui que cercan
- Astrucs es cel cui amors te jojos
- Ben es fols cel que reigna
- Ben sai que per sobrevoler
- Coras que.m tengues jauzen
- Ges per la coindeta sason
- Humils e francs e fis soplei ves vos
- Ja non er hom tan pros
- L'adregz solatz e l'aveinens compaigna
- L'amoros pensamenz
- Lejals amics cui amors te jojos
- Ma domna.m ditz qu'eu fatz orgoill
- Meills qu'om no pot dir ni pensar
- Per joi d'amor e de fis amadors
- Qui per nesci cuidar
- S'eu fis ni dis nuilla sazo
- Si com celui qu'a pro de valedors
- Si totz los gaugz e.ls bes
- Tan m'a donat fin cor e ferm voler
- Tant mi destrein uns desconortz qi.m ve
- Tuich dison q'el temps de pascor
- Us gais conortz me fai gajamen far

Canções de Cruzada:
- Ar nos sia capdelhs e garentia
- En honor del pair'en cui es
- So qu'om plus vol e plus es voluntos

Descordo
- Un gai descort tramet leis cui dezir

Planh (lamento)
- De totz caitius sui eu aicel que plus